# Katayama Akira
Akira Katayama (sinh ngày 24 tháng 7 năm 1985) là một cầu thủ bóng đá người Nhật Bản.

## Sự nghiệp câu lạc bộ
Akira Katayama đã từng chơi cho Roasso Kumamoto.